# Reeseville, Wisconsin
Reeseville là một làng thuộc quận Dodge, tiểu bang Wisconsin, Hoa Kỳ. Năm 2006, dân số của làng này là 703 người.